# Плён
Плён (нем. Plön, н.-нем. Plöön) — город в Германии, районный центр Плёна в земле Шлезвиг-Гольштейн на севере страны. Символом города является замок XVII века.
Население составляет 12 845 человек (на 31 декабря 2010 года). Занимает площадь 36,73 км². Официальный код — 01 0 57 057.
Местная железнодорожная станция стала известна после немецкого телесериала «Вокзал маленького города», в котором снималась актриса Хайди Кабель.

## География
Плён стоит на озере Гросер-Плёнер-Зе и входит в природоохранный район Гольштейнская Швейцария. 7,8 км² территории составляет земля, остальная часть занята 11 озёрами и ещё пятью озёрами, частично входящими в периферию города. Полностью на территории города находятся следующие водоёмы: Белер-Зе, Эдебергзе, Хёфт, Гроссер Мадебрёкен, Кляйнер Мадебрёкен, Шёнзе, Штадзе, Сурер-Зе, Трентзе. Также к Плёну относятся озёра Большое и Малое Плёнер-Зе, Траммер-Зе.
С запада города на федеральной трассе 430 (B 430) расположен район Коппельсберг на границе с соседним поселком Дёрник. С востока у трассы B 76 лежат районы Фегеташе (Fegetasche), Рулебен (Ruhleben) и Штадтхайде (Stadtheide). Район Штадтхайде возник на месте бывшей пятиэтажной казармы, где до 1996 года размещался пионерский лагерь, а с 2000 года разместились жилые и смешанные постройки.

Плён граничит со следующими коммунами (с севера по часовой стрелке): Ратенсдорф, Гребин, Маленте, Бёсдорф, Бозау, Немтен, Ашеберг, Дёрник, Витмольдт. За исключением Маленте и Бозау (район Восточный Гольштейн) все коммуны входят в состав района Плён.

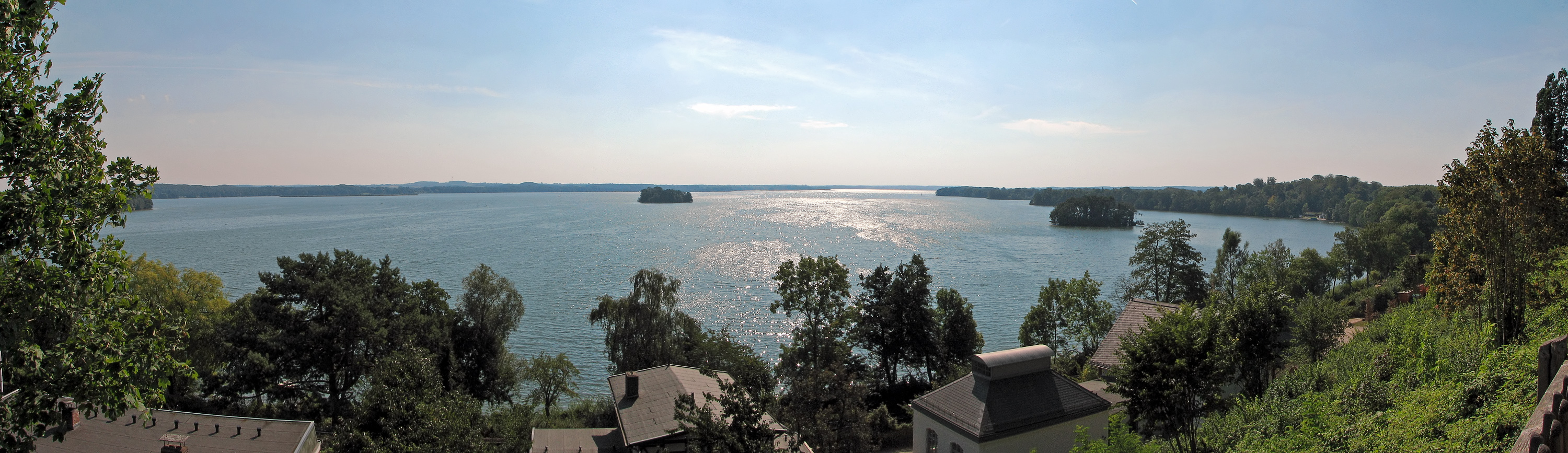
Плён — панорама.

## История
Вследствие Великого переселения народов германские племена были вытеснены из здешних мест славянами-ободритами в начале VIII века. На большом острове, который впоследствии получил называние Ольсборг, они устроили укреплённое поселение и назвали его Плуне, что переводится как «незамерзающая вода». В 1075 году вагрский князь и ободритский правитель Круто осадил здесь князя бодричей Будивоя Наконидского в замке («castrum plunense» по Гельмольду из Босау). Он обещал осаждёнными пощаду, но расправился с ними, когда те, поверив, вышли. В 1139 году голштинцы вопреки воле своего графа Адольфа II фон Шауэнбурга самовольно захватили крепость, чем положили конец владычеству вагров в здешних местах.

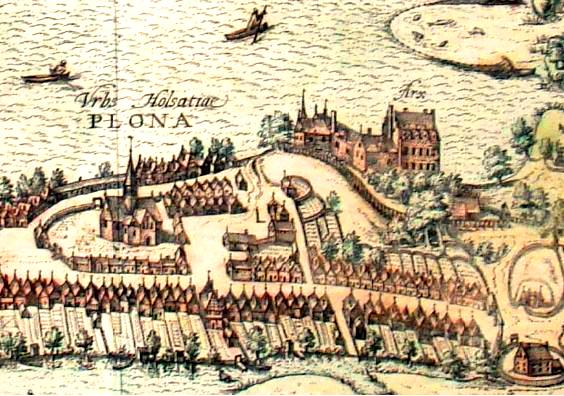
Плён в 1595 году

Спустя 20 лет Адольфо II перестроил замок, перенеся на нынешнее место — на Шлоссберг (Schlossberg). Благодаря защите замка и близко пролегающим торговым путям, ведущим из Любека на север, развилось саксонское торговое поселение. В 1236 году Плёну было пожаловано Любекское право. В 1385 году в летописях впервые упомянут Вдовий дворец. На узком перешейке между озёрами и рекой Швентине Плён оставался стратегическим центром графства Гольштейн, пока в XV веке не попал под управление датского королевства. В 1561—1761 годах служил резиденцией герцогства Шлезвиг-Гольштейн-Зондербург-Плён.

По закону датского наследования в 1622 году возникло герцогство Шлезвиг-Гольштейн-Плён. С возведением вместо старого плёнского замка в 1633—1636 годах нового по заказу герцога Йохима Эрнста стал Плён столицей маленького, но самостоятельного королевства. Статус резиденции придал Плёну важности. В 1685 году герцог Иоганн Адольф («Ганс Адольф») возвёл на северо-западе города Нойштадт для ремесленников, чтобы тем самым повысить экономическую мощь герцогства.

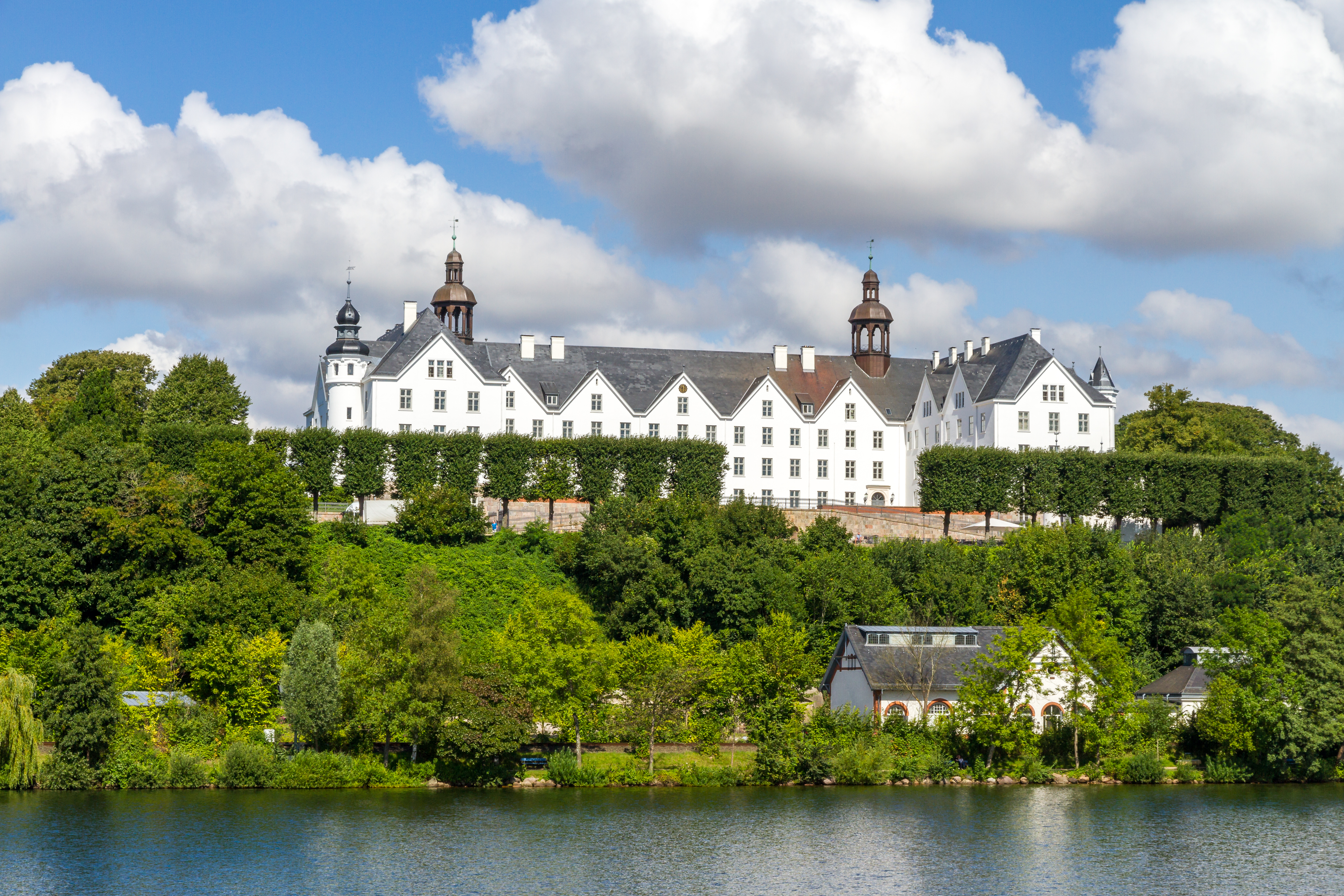
Замок Плён в 2017 году

При Фридрихе Карле замок дополнился барочными пристройками и увеселительным садом. В городе на тот момент проживало около 1000 жителей. Размер города тогда был от моста Швентинебрюке на востоке до современной пешей зоны на западе. Оба входа были обезопасены воротами. Латинская школа Плёна (современная Gymnasium Schloss Plön) основана в 1704 году.
В 1761 году герцогство вернулось вновь под датскую корону. До Австро-прусско-датской войны 1864 года Плён принадлежал Дании. Он служил временной летней резиденцией датских королей, но в основном оставался провинциальным городом с около 2000 жителей. Культурную жизнь Плён а этого периода описал в своих «юношеских воспоминаниях» Рохус фон Лилиенкрон. В середине XIX века датский наследный принц останавливался летом несколько лет подряд в замке, который с тех пор приобрёл вид белого оштукатуренного здания с серой крышей.
В 1867 году Плён после вступления в силу прусской административной реформы превратился в уездный город. Принцы из рода Гогенцоллернов получали школьное образование в Плёне. Принценинзель (нем. Prinzeninsel«остров принцев») и по сей день принадлежит дому Гогенцоллернов. В 1868 году в замке разместился прусский кадетский корпус. После Первой мировой войны здесь работал интернат; в 1933-1945 годах действовало элитное национал-политическое учебное заведение (НАПОЛАС); после 1946 года — городской интернат.
В 1891 году при финансовой поддержке прусского правительства и нескольких частных лиц зоолог Отто Захариас основал на озере первую «Биологическую станцию» по пресноводным исследования как частный научно-исследовательский институт. После его смерти руководство возглавил Август Тинеман. Как последователь института действовал Лимнологический институт Макса Планка. Спустя 115 лет после лимнологических исследований этот институт стал Институтом эволюционной биологии Макса Планка. Плён является членом Общества Макса Планка. В городе находится памятник культуры, водонапорная башня, построенная в 1913 году.
С середины апреля 1945 года части последнего правительства Рейха, а также главнокомандующий кригсмарине Карл Дёниц находились в казарме Штадтхайда. 1 мая Дёниц сообщил, что Гитлер пал и назвал его своим преемником. На следующий день новое руководство рейхсвера бежало от приближающихся британских войск дальше в особый район Мюрвика. Плён объявлен открытым городом. 4 мая 1945 года Ганс-Георг фон Фридебург от имени Дёница подписал Капитуляцию всех немецких войск Северо-западной Германии, Нидерландов и Дании. Вторая мировая война окончилась подписанием Акта о капитуляции Германии в ночь 8/9 мая 1945 года.

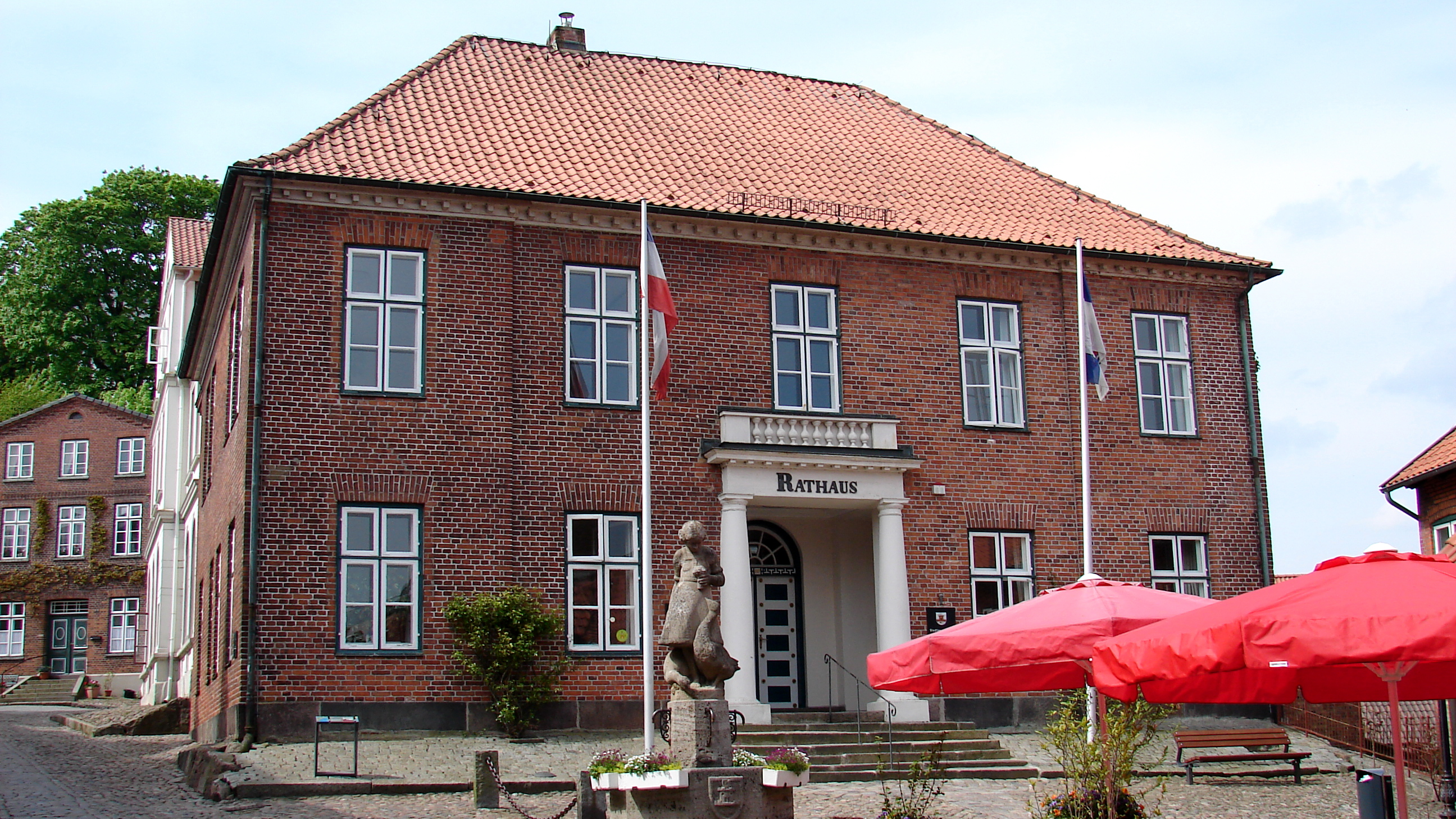
Ратуша Плёна

С 1946 года в Замке Плён возобновилась работа школы-интерната, позже преобразованной в Gymnasium Schloss Plön. В 2001 году при руководстве Хайде Симонис интернат в замке закрыт, а сам замок продан оптическому концерну «Fielmann». После реставрационных работ в октябре 2006 года здесь открыта некоммерческая образовательная Академия оптического дела. К замку также относится ряд исторических построек: Принценхаус, старый бассейн, дом с часами, аллеи и древостои. Принценхауз называется «жемчужиной рококо». Прежде он служил садовым домиком, но после обучения здесь сыновей кайзера Вильгельма II получил своё название. После нескольких лет реставрационных работ под руководством Немецкого фонда защиты памятников он вновь открыт для публики.
В здании с часами ныне расположен информационный центр Гольштейнской Швейцарии. На месте Старого бассейна разместился Культурный форум, приспособленный под проведение мероприятий и выставок. Из павильона на острове Принценинзель, излюбленного места жён кайзеров, открывается прекрасный вид на озеро Гросер-Плёнер-Зе. В капелле на Старом кладбище находится алтарь замковой часовни, подаренной прусской королевой Августой Викторией.
Построенная в 1970-х годах объездная дорога (В76 и В430) мешает жителям шумом, отчего возникло предложение о её сносе.
Напоминание о Холодной войне служат Sprengschacht и Stecksperren на проспекте Пяти озёр (Fünf-Seen-Allee).